# チェット・ニコルズ・シニア
チェット・ニコルズ・シニア（英語: Chet Nichols Sr.）として知られるチェスター・レイモンド・ニコルズ・シニア（英語: Chester Raymond Nichols Sr.、1897年7月3日 - 1982年7月11日）は、アメリカ合衆国のプロ野球選手。メジャーリーグベースボールの3球団で投手としてプレーした。子に1951年のナショナルリーグ最優秀防御率投手であるチェット・ニコルズ・ジュニアがいる。
1926年、ニューヘイブン・プロフズよりメジャーリーグに昇格。この年はピッツバーグ・パイレーツで僅か3試合の出場に留まり、勝敗はなかったものの初安打を記録している。翌年は8試合に登板し3敗、ルール5ドラフトでニューヨーク・ジャイアンツへ移籍した。
1928年は3試合、1929年は通年マイナーリーグと結果を残せず、再びルール5ドラフトの対象となりフィラデルフィア・フィリーズへ移籍した。
1930年には16試合に登板し初勝利を挙げ、代走としても11試合に出場し、2得点を挙げた。その後は結果を残せず、1932年が出場最終年となった。

## 記録
6年間で1勝8敗、防御率7.19の成績を残した。